# Octenylbernsteinsäure
Octenylbernsteinsäure ist eine chemische Verbindung aus der Gruppe der ungesättigten Dicarbonsäuren und ein Derivat der Bernsteinsäure.

## Eigenschaften
Octenylbernsteinsäure ist ein farblose Flüssigkeit mit mildem Geruch, die löslich in Wasser ist.

## Verwendung
Octenylbernsteinsäure wird zur Herstellung von Flüssigwaschmitteln, als Mittel zur Verhinderung der Degradation von flüssigen Stärkeleimen für Papier und als Korrosionsschutzmittel verwendet. Die Verbindung kann auch zur Veresterung von Stärke (zum Beispiel Gummi Arabicum) verwendet werden.